# Stillhof
Stillhof ist ein Stadtteil von Meiningen im Landkreis Schmalkalden-Meiningen in Thüringen.

## Lage

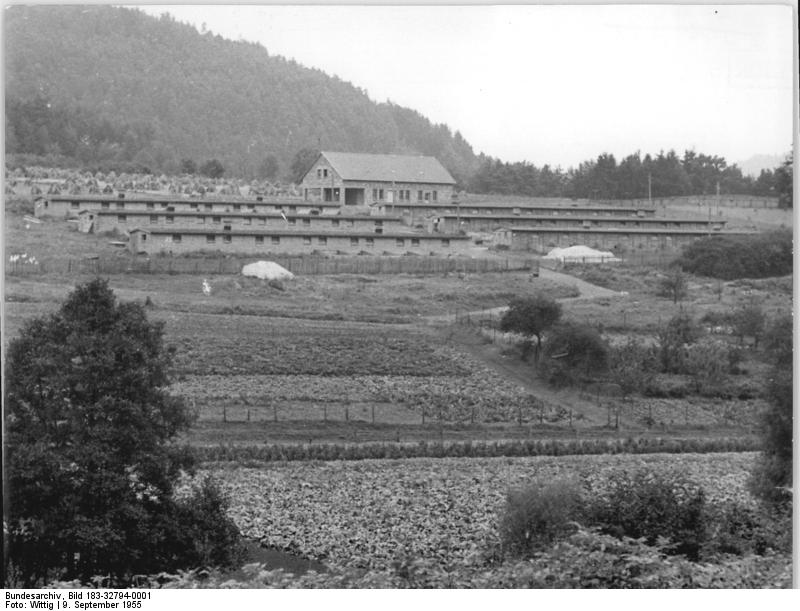
Der Stillhof im Jahr 1955

Stillhof liegt am südwestlichen Stadtrand der Kreisstadt Meiningen an der Henneberger Straße in der Gemarkung Reumles. Nordwestlich befindet sich der Meininger Ortsteil Dreißigacker. Im Süden grenzt Stillhof an die Gemeinde Untermaßfeld. Am Stillhof mündet der Radweg Meiningen-Haßfurt in den Werratal-Radweg und den Main-Werra-Radweg. Am Stillhofer Kreisel, einem Kreisverkehr, treffen die Landesstraßen L 1124 (Richtung Stadtzentrum), L 3019 (Richtung Mellrichstadt) und L 3089 (Richtung Bundesautobahn 71 – AS Meiningen-Süd) aufeinander.

## Geschichte
Im Mittelalter befand sich auf dem Gebiet des Stillhofs der Ort Reumles in der gleichnamigen Gemarkung. Der 1324 als „in Rymols“ erwähnte Ort wurde bereits Ende des 14. Jahrhunderts zur Wüstung und die Gemarkung wurde ein Teil der Stadt Meiningen. Ab 1896 entstand hier der Gutshof „Stillhof“. Den Namen bezog er vom anliegenden Stillberg, der bereits in der Gemarkung von Untermaßfeld liegt. Durch Stillhof führte ab dem 18. Jahrhundert die Chaussee Meiningen–Würzburg, die ab 1934 die Reichsstraße 19 bildete und nach dem Zweiten Weltkrieg zur Fernstraße 19 und nach 1990 zur Bundesstraße 19 wurde. Anfang April 1945 gab es hier ein Scharmützel zwischen den vorrückenden amerikanischen Truppen und deutschen Einheiten. Während der DDR-Zeit wurde das Gut zu einer Außenstelle des VEG „Thomas Müntzer“ Amalienruh. Dieses errichtete hier eine Schweinemastanlage, die nach der Wende aufgegeben wurde. Eine geplante Umwandlung in eine Freizeitanlage schlug fehl.
Infolge der Ausdehnung der Stadt entstanden am Stillhof einige Wohnhäuser und ein Gewerbegebiet, in dem sich unter anderen eine Außenstelle des Straßenbauamtes Südthüringen, ein Malerfachbetrieb und eine Transportbeton-Mischanlage befindet. Im Stadtverkehr Meiningen ist der Stillhof an die Linie 408 angebunden.